# Serixia pseudoplagiata
Serixia pseudoplagiata là một loài bọ cánh cứng trong họ Cerambycidae.